# Rustaq, Oman
Rustaq (arabiska: الرستاق, ar-Rustaq eller al-Rustaq) är en stad och ett distrikt i Oman. Den är huvudort i provinsen Janub al-Batina, eller Södra al-Batina, i den norra delen av Oman. Staden ligger mellan bergsområdet Jabal al-Hajar  och Omanbukten.
Rustaq är en historisk huvudort i Oman med den omfattande ar-Rustaqs fästning från 1711.